# 霍山公园

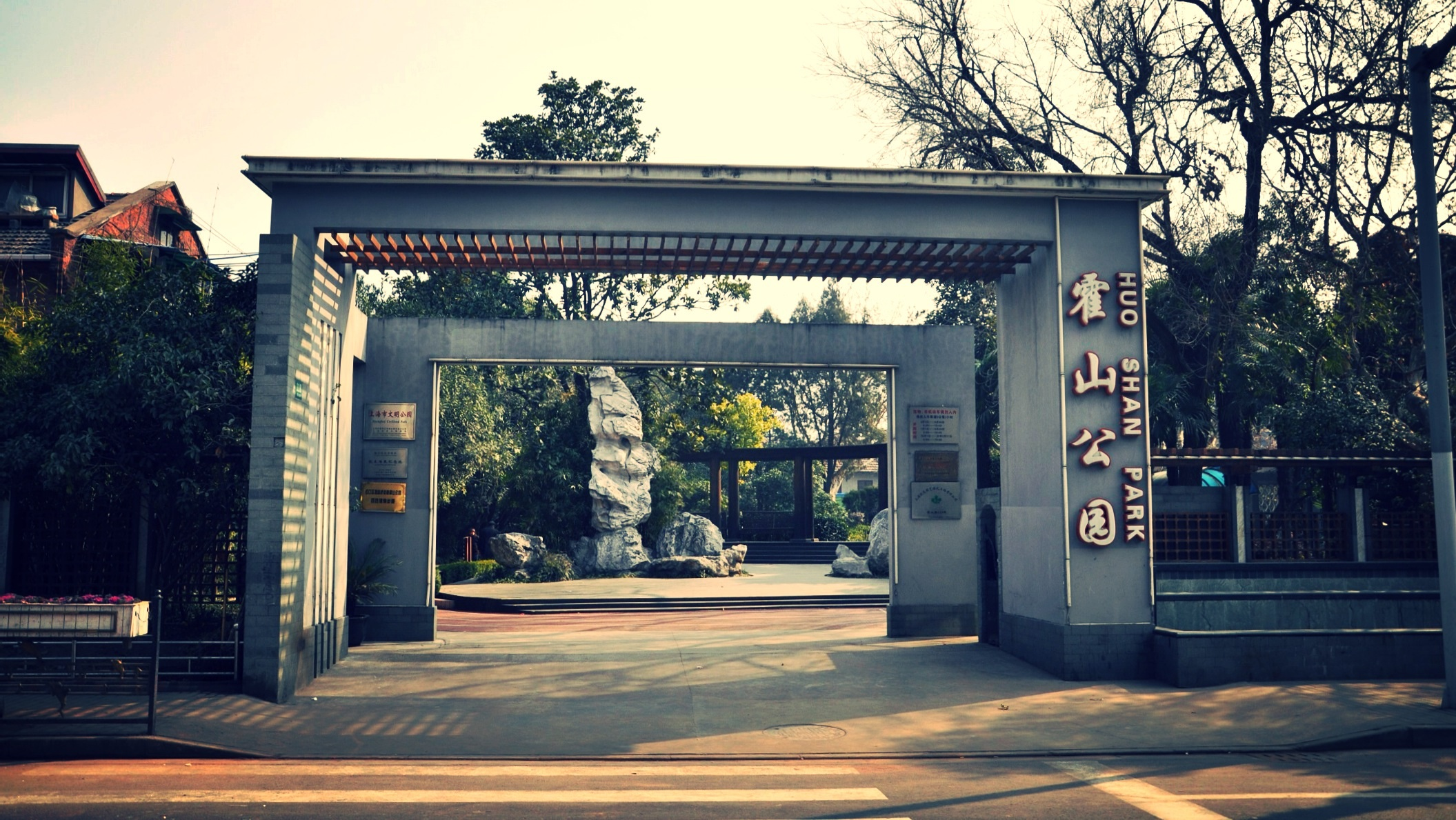
霍山公园

霍山公园是中国上海市的一个公园，原名司德来公园、舟山公园，位于虹口区东南部提篮桥街道霍山路（原名汇山路）118号，占地面积0.37万平方米（5.5亩），坐南朝北，正门设于舟山路霍山路丁字路口，正对舟山路。
该公园原是上海公共租界东区的一个公园，由租界工部局开辟于1917年8月，初名司德来公园（Stljdley Park），1921年以门前的舟山路更名为舟山公园。1931年对华人开放。汪精卫政府收回租界后，1944年6月23日改为现名。二战期间，公园附近一带的提篮桥地区成为犹太难民聚居的上海隔都，公园遂成为犹太难民的休息场所。
2004年，霍山公园被列为虹口区文物保护单位。 